# Paraphryneta allardi
Paraphryneta allardi là một loài bọ cánh cứng trong họ Cerambycidae.